# شهرستان هایلندز (فلوریدا)
شهرستان هایلندز، فلوریدا (به انگلیسی: Highlands County, Florida) یک سکونتگاه مسکونی در ایالات متحده آمریکا است که در فلوریدا واقع شده‌است.

## خصوصیات
شهرستان هایلندز ۲٬۸۶۴٫۵۴ کیلومترمربع مساحت دارد.